# Muhammad Tahir Ajala
Muhammad Tahir Ajala, arab. ‏محمد طاهر أيلا‎ (ur. w 1950 lub 1951 w Dżubajcie) – sudański polityk, gubernator prowincji Al-Dżazira w latach 2015–2019, premier Sudanu od 23 lutego do 11 kwietnia 2019. 